# İmişli

İmişli este un oraș din Azerbaidjan.